# Wieczernik

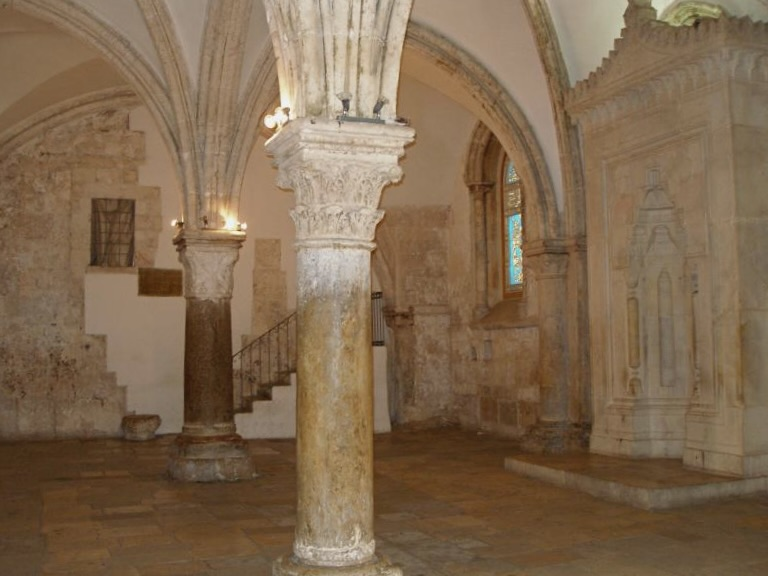
Wieczernik

Wieczernik (łac. Coenaculum), zwany także Salą na górze – według tradycji chrześcijańskiej sala, w której Jezus umył uczniom nogi, odbywała się Ostatnia wieczerza, Jezus ukazał się apostołom i gdzie nastąpiło zesłanie Ducha Świętego w dniu Pięćdziesiątnicy. Badacze lokują tutaj także miejsce wygłoszenia przez Piotra Apostoła kazania w dniu Pięćdziesiątnicy. Zachowały się także historyczne przekazy świadczące o tym, że w istniejącym tam przed wiekami sanktuarium chrześcijańskim przechowywana była korona cierniowa oraz kolumna, przy której biczowany był Jezus.
Wieczernik tradycyjnie utożsamiany jest z przestrzenią sanktuarium zlokalizowanego na wzgórzu nazywanym współcześnie Syjonem – najwyższym punkcie starożytnej Jerozolimy, położonym poza murami Starego Miasta, na zachód od wzgórza Ofel. Budynek, w którym lokalizowany jest Wieczernik ma charakter budowli średniowiecznej, jednak najprawdopodobniej górna kondygnacja została zbudowana na starszym zrębie pochodzącym z IV wieku. Sanktuarium w swoich początkach było prawdopodobnie siedzibą pierwszej gminy chrześcijańskiej. Zwane było „górnym kościołem Apostołów”, „Hagia Sion” (Święty Syjon) oraz „Mater Ecclesiarum” (Matką Wszystkich Kościołów) i otaczane czcią jako miejsce, w którym znajdował się dom Najświętszej Marii Panny, oraz jako miejsce, w którym sprawowana była pierwsza Eucharystia. Sanktuarium jest wymieniane przez Teodozego Cenobiarchę w „De Terra Sancta” z VI wieku i przez Adamnana z Hy w pod koniec VII wieku. Dotychczas brak jednak rzeczowej, naukowej dyskusji na temat autentyczności Wieczernika.

## Lokalizacja i kontrowersje
Wieczernik jest tradycyjnie lokalizowany na Syjonie – jerozolimskim wzgórzu położonym poza murami Starego Miasta, na zachód od wzgórza Ofel. Budynek, w którym znajduje się Wieczernik, jest jednak budowlą średniowieczną. Górna kondygnacja została prawdopodobnie zbudowana na starszym zrębie pochodzącym z IV wieku, zaś położony na parterze budynku grobowiec króla Dawida jest najprawdopodobniej fragmentem tamtej budowli. W przeszłości część naukowców identyfikowała pomieszczenia parteru z istniejącą tu w IV wieku „synagogą”, rozumianą jako żydowski dom modlitwy.

### Grób króla Dawida
Badający historię budowli archeolog Bargil Pixner OSB zwrócił uwagę, że struktura, w której lokalizowany jest rzekomy grób Dawida, pochodzi z okresu rzymskiego i nie może być prawdziwym grobem Dawida.
Poprawna lokalizacja góry Syjon nastręcza pewne trudności, bowiem na przestrzeni wieków kilka różnych miejsc było określanych tą nazwą. 2 Księga Samuela wskazuje, że „Dawid jednak zdobył twierdzę Syjon, to jest Miasto Dawidowe”(2 Sm 5,7). 1 Księga Królewska wskazuje, że władca został pochowany w „Mieście Dawida” („Potem Dawid spoczął ze swymi przodkami i został pochowany w Mieście Dawidowym”), które utożsamia się z miastem Jebusytów na wzgórzu Ofel, czyli na wschodnim (a nie na zachodnim) wzgórzu. Profesor Yigal Shilo z Instytutu Archeologii Uniwersytetu Hebrajskiego odkrył tam podbudowę twierdzy na Syjonie, która liczyła pięć kondygnacji i była największą znaną budowlą z epoki żelaza.
Górą Syjon nazywano także w Biblii miejsce, w którym swój pałac i świątynię wzniósł syn Dawida, Salomon. Taką lokalizację Syjonu znaleźć można w Księdze Izajasza (Iz 60,14) oraz w 1 Księdze Machabejskiej (1 Mch 4,37-60; 1 Mch 5,54; 1 Mch 7,33). Z kolei po zburzeniu Jerozolimy przez wojska Tytusa w 70 r. n.e. pojawiła się opinia, że za górę Syjon należy uznać zachodnie wzgórze, czyli to, na którym znajduje się Wieczernik. Informację o tym, że Syjon to zachodnie wzgórze znaleźć można również u Flawiusza. Pixner wyjaśnia, że rzekomy grób Dawida na parterze budynku, w którym lokalizowany jest Wieczernik, został w rzeczywistości zbudowany przez Krzyżowców, jako symboliczne miejsce wspomnienia króla Dawida. Krzyżowcy wybudowali pusty sarkofag, który – najpierw przez Żydów, a później przez muzułmanów – został uznany za miejsce spoczynku Dawida.

### Starożytna synagoga
Pixner zwraca także uwagę, że w pierwszych wiekach chrześcijaństwa domy modlitw wspólnot judeo-chrześcijańskich zwane były w sposób naturalny synagogami. I w jego opinii ta konkretna synagoga została z czasem nazywana Kościołem Apostołów.
Lokalizację zdaje się potwierdzać także fakt, że już w IV i V wieku chrześcijanie obchodzili na górze Syjon wspomnienie liturgiczne (25 lub 26 grudnia) króla Dawida i Jakuba „brata Pańskiego”, określanych jako pierwszych założycieli Jeruzalem – starego i nowego.

## Rys historyczny
Teren na którym znajduje się Wieczernik był jednym z najwcześniejszych miejsc spotkań pierwszych chrześcijan w Jerozolimie. Prawdopodobnie był siedzibą pierwszej gminy chrześcijańskiej. Zdaniem Jerome’a Murphy’ego-O’Connora – silnej wspólnoty chrześcijańskiej w Aelia Capitolina. Tradycja wskazywała także to miejsce jako mieszkanie Maryi, Matki Jezusa, oraz św. Jana.

### Nowy Testament
Według tradycji chrześcijańskiej w Wieczerniku odbywała się Ostatnia wieczerza, Apostołowie wrócili tam z Góry Oliwnej po wniebowstąpieniu Chrystusa (Dz 1,1-13), Jezus ukazał się apostołom i tam miało miejsce zstąpienie Ducha Świętego w dniu Pięćdziesiątnicy (Dz 2). Badacze lokują tutaj także miejsce wygłoszenia przez Piotra kazania w dniu Pięćdziesiątnicy. Tradycyjnie lokalizowana na wzgórzu nazywanym (od pierwszego wieku naszej ery) Syjonem.

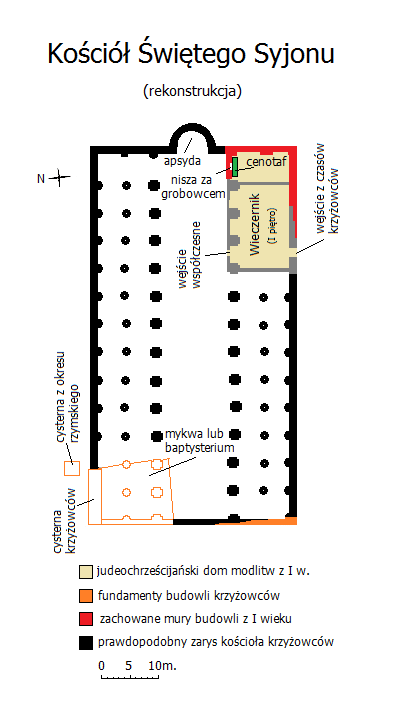
Lokalizacja Wieczernika na symulacji rzutu kościoła Świętego Syjonu

### Okres bizantyński
W IV wieku istniał w tym miejscu mały dom modlitw (domus ecclesiae), nazywany „małym domem Pana”. Pielgrzym z Bordeaux, który odwiedził Jerozolimę w 333 twierdził, że na Syjonie nie widział żadnego kościoła. W swoim opisie Itinerarium Burdigalense określał widziany na Syjonie budynek jako synagogę, jednak mimo iż jako Europejczyk mógł łatwo rozpoznać religijny charakter, to różnice kulturowe stylu architektonicznego kręgów judeochrześcijańskich mogły sprawić, że nie identyfikował budowli jako świątyni chrześcijańskiej. Warto także wspomnieć, że dekret Hadriana zabraniał „wszystkim osobom obrzezanym wjazdu i przebywania na terytorium Aelia Capitolina, a każda osoba, która by naruszała ten zakaz winna być skazana na śmierć”. Orygenes i Pielgrzym z Bordeaux potwierdzają, że zakaz ten obowiązywał także w III i w początku IV wieku. Teoretycznie nie powinna istnieć tam żadna działająca synagoga. Najbardziej prawdopodobnym wyjaśnieniem jest założenie, że owa budowla nie została wzniesiona jako kościół, ale jako dom modlitw wspólnoty judeochrześcijańskiej. Przed legalizacją chrześcijaństwa granica ta nie była zbyt jasna. Archeolog Bargil Pixner OSB potwierdza, że miejsca, w których żydowscy chrześcijanie spotykali się w celach liturgicznych były zwane synagogami. Teorię tę potwierdza relacja Euzebiusza z Cezarei, że na górze Syjon funkcjonował przerobiony z synagogi kościół Apostołów, w którym pod przewodnictwem biskupa Szymona gromadziła się wspólnota judeochrześcijan. Ta judeochrześcijańska synagoga stała się znana jako „kościół Apostołów”.
W 335 roku z cesarskiego polecenia na miejscu wcześniejszego domu modlitw zbudowano bazylikę, która także była określana jako „kościół Apostołów” lub „górny kościół Apostołów”, a później – od V wieku – jako „Syjon, matka wszystkich kościołów”. W 348 roku o „górnym kościele Apostołów” wspominał Cyryl Jerozolimski. Na początku wieku po raz pierwszy poświadczono tradycję lokowania w tym miejscu „sali na górze”, w której Jezus spożył z uczniami Ostatnią wieczerzę. Ówczesne potwierdzenie było prawdopodobnie konsekwencją wcześniejszej tradycji lokującej zesłanie Ducha Świętego na górze Syjon. W 370 roku Optat z Mileve nie odnotował faktu istnienia na Syjonie żadnej synagogi, ale o bazylice wspomina Egeria, która podróżowała po Palestynie w 393 roku, współcześni jej Cyryl Jerozolimski, oraz Paula Rzymianka. Egeria pisała: 

Pan tegoż dnia i w tymże miejscu, gdzie teraz jest kościół na Syjonie, wszedł przez zamknięte drzwi do uczniów wtedy, gdy nie był jednego z nich, Tomasza, który powróciwszy, gdy apostołowie mówili mu, iż widzieli Pana, powiedział im: «Nie uwierzę, jeśli nie zobaczę»”.

W 394 roku Epifaniusz z Salaminy odnotował, że gdy cesarz Hadrian przybył w 130 roku do zrujnowanej Jerozolimy, zastał tam tylko kilka domów i „mały kościół Boży” (kai fês tou theou ekklêsias mikras), który istniał w miejscu gdzie uczniowie zgromadzili się „w sali na górze” po powrocie z Góry Oliwnej po wniebowstąpieniu Jezusa. Wspomniał także, że został on wybudowany na Syjonie, w którego rejonie zabudowania uniknęły zniszczenia. Prawdopodobnym powodem dla którego zabudowania Syjonu uniknęły wyburzeń, było to, że teren między zrównaną z ziemią Jerozolimą a wzgórzem był przez lata zajęty przez obóz dziesiątego legionu (Legio X Fretensis). Legioniści zajmowali się wyburzaniem starej Jerozolimy i wznoszeniem nowej Aelia Capitolina, a Syjon był usytuowany poza obszarem ich podstawowego działania. W opisie Epifaniusza jest także mowa o tym, że zniszczenia uniknęły na Syjonie siedem synagog (synagógai) i że jedna z tych budowli przetrwała do czasów biskupa Maksyma i cesarza Konstantyna. Jako że Epifaniusz był Palestyńczykiem znającym Jerozolimę, jego przekaz należy uznać za wiarygodny.
W latach 20. VI wieku archidiakon Teodozy Cenobiarcha nazywał bazylikę „Matką Wszystkich Kościołów”. Być może jest to także aluzja do wersetu Psalmu 87, który w Septuagincie brzmi „O Syjonie każdy powie «Matko!»”. Zgodnie z biblijnym przekazem Dziejów Apostolskich w Wieczerniku miało miejsce Zesłanie Ducha Świętego i tam uczniowie „codziennie trwali jednomyślnie w świątyni, a łamiąc chleb po domach, przyjmowali posiłek z radością i prostotą serca”. Być może ową świątynię należy wiązać z miejscem Zesłania Ducha Świętego.

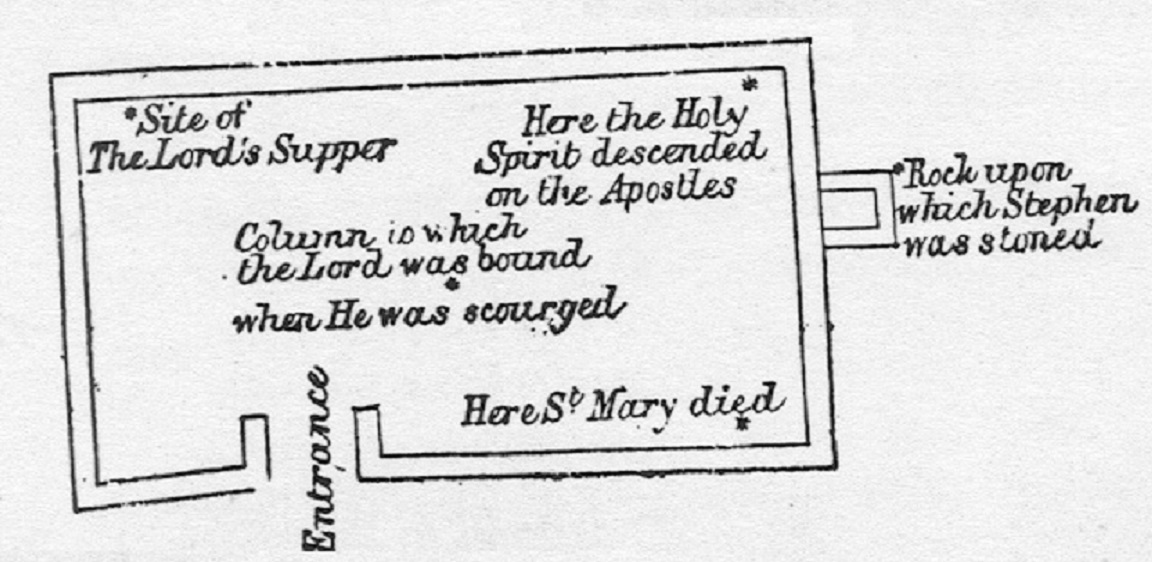
Rzut przestrzeni na górze Syjon sporządzony na podstawie relacji Arkulfa. Wskazywał miejsce Ostatniej Wieczerzy, zesłania Ducha Świętego, przechowywania kolumny biczowania, miejsca śmierci Maryi, oraz lokalizację gdzie ukamienowano Szczepana.

W 670 roku Arkulf wykonał szkic kościoła Świętego Syjonu. Adamnan z Hy relacjonował w „Opowieściach biskupa Arkulfa” (De Locis Sanctis): 

Na górze Syjon Arkulf zobaczył kwadratowy kościół, który zawierał miejsce Wieczerzy Pańskiej, miejsce, gdzie Duch Święty zstąpił na apostołów, marmurowe kolumny do których nasz Pan był przywiązany podczas biczowania i miejsce gdzie Dziewica Maryja umarła.

W 867 roku podróżujący po Palestynie Bernard Mnich nazywa świątynię na Syjonie kościołem św. Symeona. Wyjaśnia, że w tym miejscu Jezus umył apostołom nogi i że tam jest przechowywana korona cierniowa. Bazylika została zniszczona przez muzułmanów i Żydów w 966.
Odwiedzający Jerozolimę w XII wieku Beniamin z Tudeli stwierdza, że na Syjonie nie było wówczas już żadnego kościoła.
W XIV wieku, a więc po wzniesieniu budowli przez krzyżowców wspominają o nim Marinus Sanuto i sir John Mandeville.

### Okres wypraw krzyżowych
Kiedy krzyżowcy przybyli do Jerozolimy w 1099 roku i znaleźli się na wzgórzu Syjon, zastali tam bizantyński kościół Hagia Sion (Święty Syjon), który był znacznie zniszczony, z lepiej zachowanym skrzydłem południowym. Odkryli tam grobowiec utożsamiany z grobem Dawida, ale także grób jego syna Salomona oraz grób świętego Szczepana. Oba ostatnie zostały dołączone do grobowca Dawida. Krzyżowcy naruszyli więc tradycję dotyczącą lokalizacji grobu Szczepana, ponieważ bizantyński kościół św. Szczepana zawierający relikwiarz męczennika istniał już na północ od Bramy Damasceńskiej. Bazylika została odbudowana przez krzyżowców w XII w.
Jan z Würzburga, który pielgrzymował do Jerozolimy około 1170 roku, opisywał trzynawowy kościół z trzema półkolistymi absydami. Jedna z nich (północna) była miejscem upamiętniającym śmierć Najświętszej Maryi Panny, a północna była czczona jako miejsce, w którym Jezus ukazał się uczniom po zmartwychwstaniu. Główna absyda była poświęcona Pięćdziesiątnicy, a w znajdującej się pod nią krypcie wspominano obmycie nóg apostołom. Po południowej stronie centralnej kopuły znajdowała się sala na górze. Prawdopodobnie w XII wieku dobudowano kaplice św. Tomasza i św. Szczepana. Przy sanktuarium funkcjonował klasztor augustianów. W 1187 roku zabudowania sanktuarium zostały prawdopodobnie zniszczone i w takim stanie pozostawały przez około 50 lat.

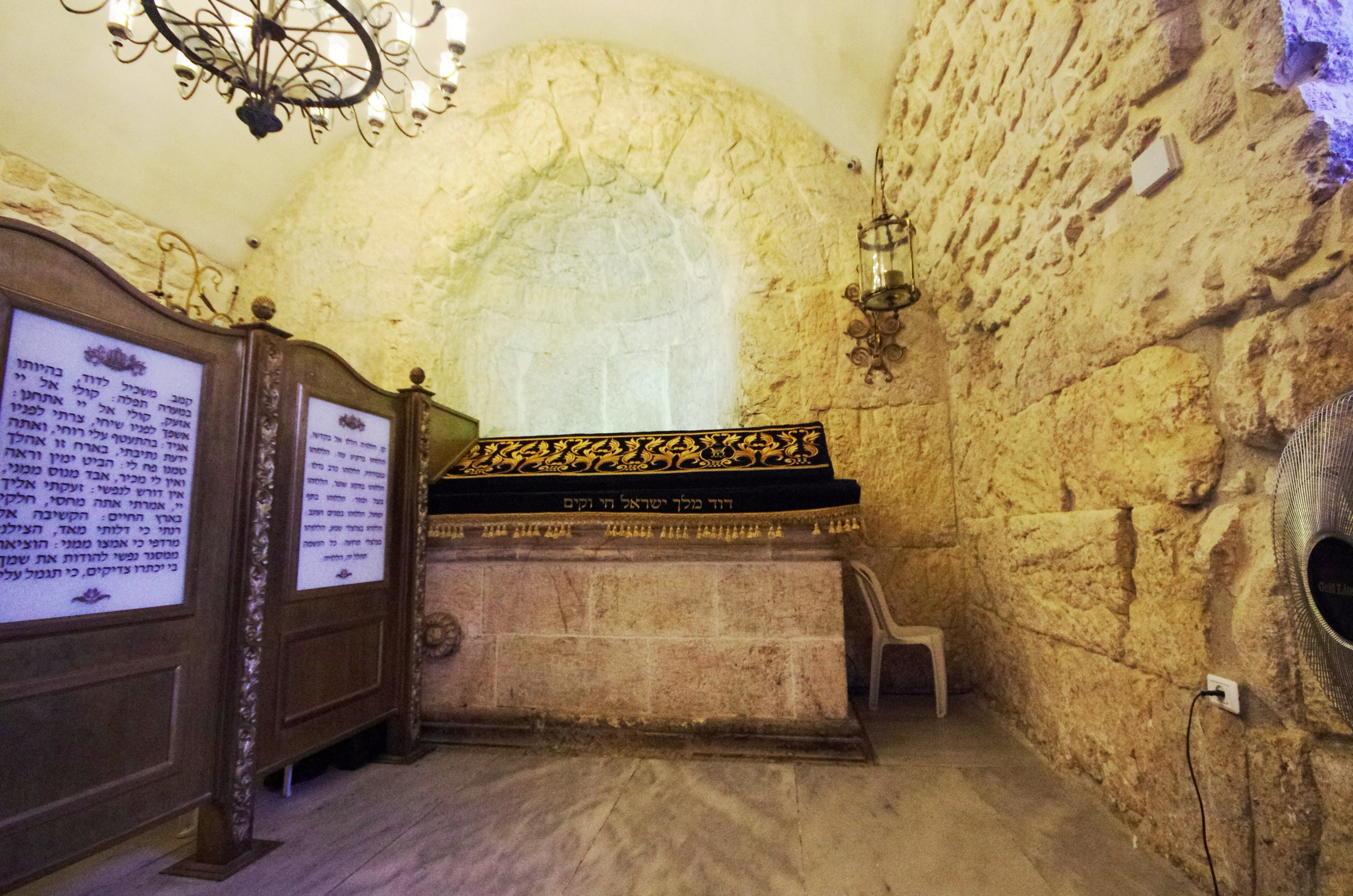
Cenotaf grobowca Dawida na tle wschodniej i południowej ściany budowli – jednych z niewielu pozostałości po kościele Świętego Syjonu z I wieku

We wschodniej części parteru zlokalizowany jest „grób Dawida”, ale dla krzyżowców fakt istnienia grobu Dawida miał mniejsze znaczenie niż tradycja, że ta świątynia była miejscem Ostatniej Wieczerzy Jezusa, zstąpienia Ducha Świętego na apostołów w dniu Pięćdziesiątnicy i Zaśnięcia Maryi. Bazylika została ponownie zniszczona przez sułtana Damaszku w 1219 roku.

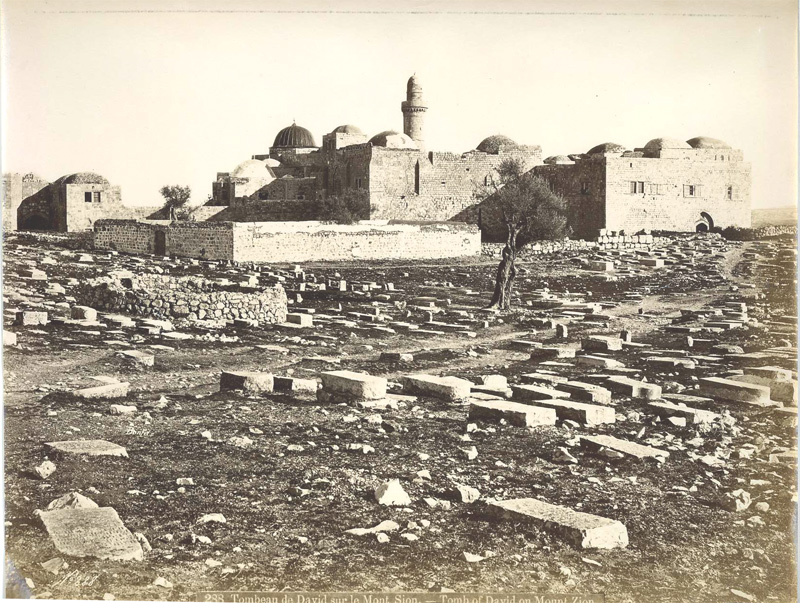
Góra Syjon i „Nabi Da'ud” około roku 1870

### Franciszkanie
W 1332 roku franciszkanie za 30 000 dukatów wykupili od egipskiego sułtana An-Nasira Muhammada prawo do Wieczernika na górze Syjon i założyli tam swoją siedzibę. Bracia Mniejsi wrócili na stałe do Jerozolimy w 1335 roku. Bulla papieska Klemensa VI z dnia 21 listopada 1342 roku nakazywała wybudowanie na górze Syjon klasztoru dla dwunastu braci. Budowli na Syjonie nadali kształt, który zachował się do czasów współczesnych. Architektura zachowanych fragmentów budowli nosi wyraźne cechy gotyku typowego dla stylu dynastii Lusignan. Być może do odbudowy franciszkanie rekrutowali rzemieślników z Cypru.
Włoski franciszkanin, dwukrotny Kustosz Ziemi Świętej o. Francesco Suriano opublikował w 1524 roku traktat o Ziemi Świętej i Bliskim Wschodzie. Pisał: 

Z fundamentów kościoła na górze Syjon można dokonać obmiaru: długość 100 braccia (braccio było jednostką miary o długości ramienia mężczyzny – trochę więcej niż dwie stopy) i szerokości 50. Ma trzy nawy. Wyłożony płytami z najlepszych z marmurów, a na posadzce mozaika. Z tego to budynku niewiele pozostało: absyda ołtarza, Wieczernik Chrystusa i kaplica Ducha Świętego. (...) Ta kaplica była tak piękna i tak ozdobna, że przez zawiść i nienawiść do wiary chrześcijańskiej była ponownie przez furię pospólstwa do ruiny doprowadzona i w tym samym czasie zostały zniszczone wszystkie pomieszczenia i cele klasztorne w tym miejscu. Powodem takiej ruiny były żydowskie psy, bo powiedziały Saracenom, że pod kaplicą był grób proroka Dawida. Kiedy Pan Sułtan to usłyszał, zarządził, że grób i miejsce mają być odebrane Braciom i poświęcony na ich kult. Tak też się stało. Saraceni uznali także, że to ujma by Bracia celebrowali liturgie nad miejscem ich kultu”.

Bracia Mniejsi zostali usunięci z Wieczernika dekretem sułtana w 1552 roku. Muzułmańskie prawa są traktowane jako wakf, fundacja o charakterze religijnym i liturgie chrześcijańskie nie mogą się tam odbywać. Wyjątkiem była liturgia 
eucharystyczna sprawowana przez Jana Pawła II podczas jego wizyty w Izraelu w 2000 roku, oraz przez papieża Franciszka podczas jego podróży apostolskiej do Jordanii, Palestyny i Izraela, która odbyła się w dniach 24-26 maja 2014 roku. Do czasów współczesnych franciszkański Kustosz Ziemi Świętej ma także oficjalny tytuł „Gwardiana świętej Góry Syjon”.
W obrębie zabudowań na Syjonie muzułmanie utworzyli swoje sanktuarium „Nabi Da'ud”.

#### Kolumna Biczowania

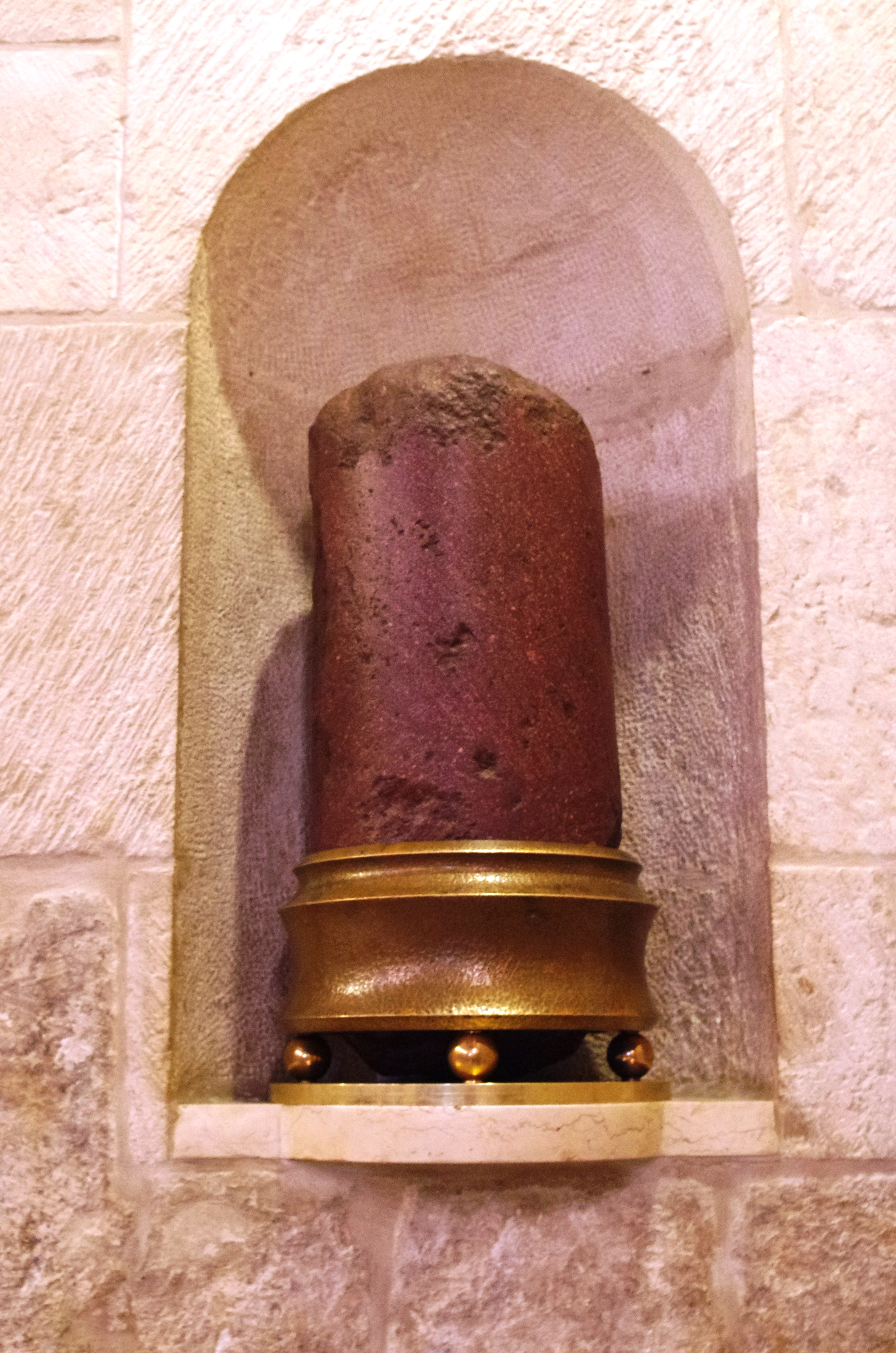
Kolumna biczowania w bazylice Grobu Świętego

W kaplicy Najświętszego Sakramentu bazyliki Grobu Świętego znajduje się czczona „kolumna biczowania”. We wnęce po prawej stronie ołtarza ustawiona jest fragment utrąconego porfirowego słupa. Według franciszkanów przez wieki stał on w Wieczerniku i był czczony przez wiernych jako „kolumna biczowania”. Fakt przechowywania na Syjonie pręgierza, przy którym biczowany był Jezus potwierdzała w IV wieku Egeria: 

Każdy (...) idzie natychmiast do Syjonu, by modlić się przy kolumnie, przy której biczowano Pana”.

O istnieniu kolumny biczowania w kościele na Syjonie zapewniał także Hieronim ze Strydonu oraz Aurelius Prudentius Clemens.
Pręgierz był jednym z niewielu przedmiotów towarzyszących Jezusowi w ostatnich dniach, które mogły być przez chrześcijan wywodzących się z judaizmu zachowane jako drogocenna relikwia. Problemem mogło być znalezienie miejsca, w którym mogła być trzymana. Prawo Mojżeszowe zabraniało bowiem przechowywania wewnątrz murów miejskich czegokolwiek, co miało kontakt ze zwłokami, a tym samym było nieczyste. Ówcześni chrześcijanie mogli więc szukać dobrego miejsca poza murami miejskimi. Takim miejscem był z pewnością kościół Apostołów na górze Syjon, w którym pod przewodnictwem biskupa Szymona gromadziła się wspólnota judeochrześcijan. Jak wyjaśniają franciszkanie, kolumna została przewieziona z Syjonu do bazyliki w 1553 roku przez gwardiana klasztoru, ojca Bonifacego z Raguzy.

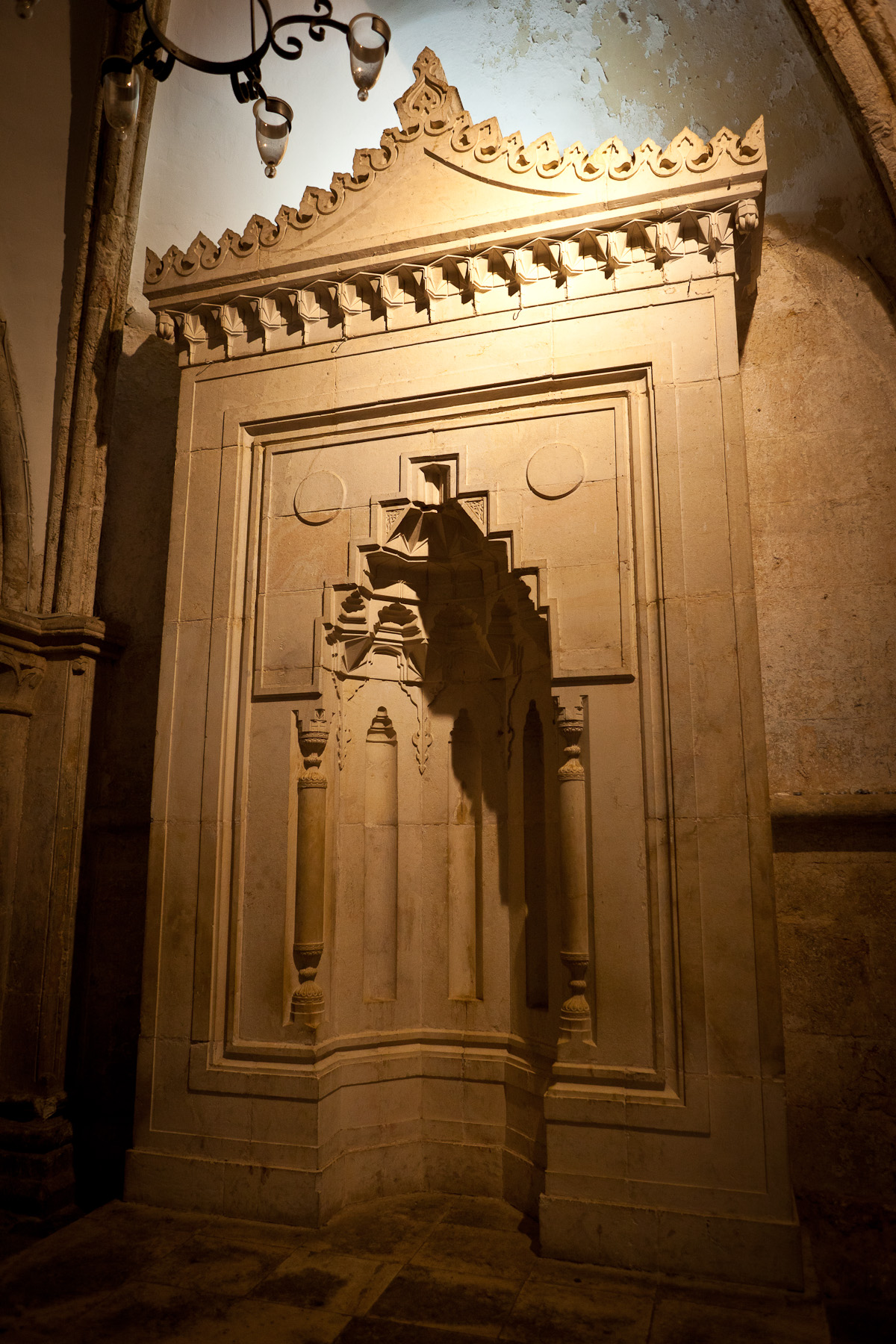
Mihrab w sali Wieczernika

### Okres osmański
W 1584 roku kościół i znajdujące się pod nim groby zwiedzał marszałek wielki litewski Mikołaj Krzysztof Radziwiłł:

Na lewo od Coenaculum, pod chórem kościoła, zeszliśmy do niszy, wystarczająco dużej i sklepionej: stamtąd przez wąskie przejście, ograniczone drewnianymi barierkami, doszliśmy do (...) po lewej stronie, w którym jest bardzo długa i wzniosły pomnik wycięty całkowicie w skale, z rzeźbą w kamieniu wykonana ze sztuką godną podziwu i takiej wielkości. Nigdy przedtem takiego nie widziałem. Pod nim Dawid, Salomon i inni królowie judzcy są pochowani, i są one w najwyższym poważaniu przez Turków. Cała kaplica usłana tureckimi dywanami, a sam pomnik pokryty zielonym jedwabiem z Damaszku, wokoło zawieszone jest wiele lamp.

W 1839 roku Ignacy Hołowiński, późniejszy arcybiskup mohylewski odbył pielgrzymkę do Ziemi Świętej. Relacjonuje, że za czasów kiedy w Wieczerniku zakonnicy na parterze mieściła się kaplica św. Franciszka, a sala na górze była wyłożona mozaikami.

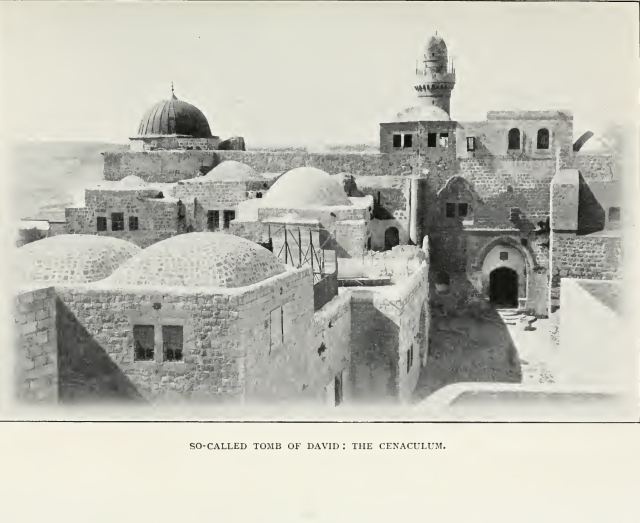
Muzułmańskie sanktuarium Nabi Da'ud i Wieczernik na Syjonie w roku 1903

## XX wiek
W dokumentach ONZ „Franciszkańska kaplica Wieczernika” jest wymieniona jako miejsce, do którego Kustosz Ziemi Świętej zgłasza wyłączne kompetencje Kościoła łacińskiego.

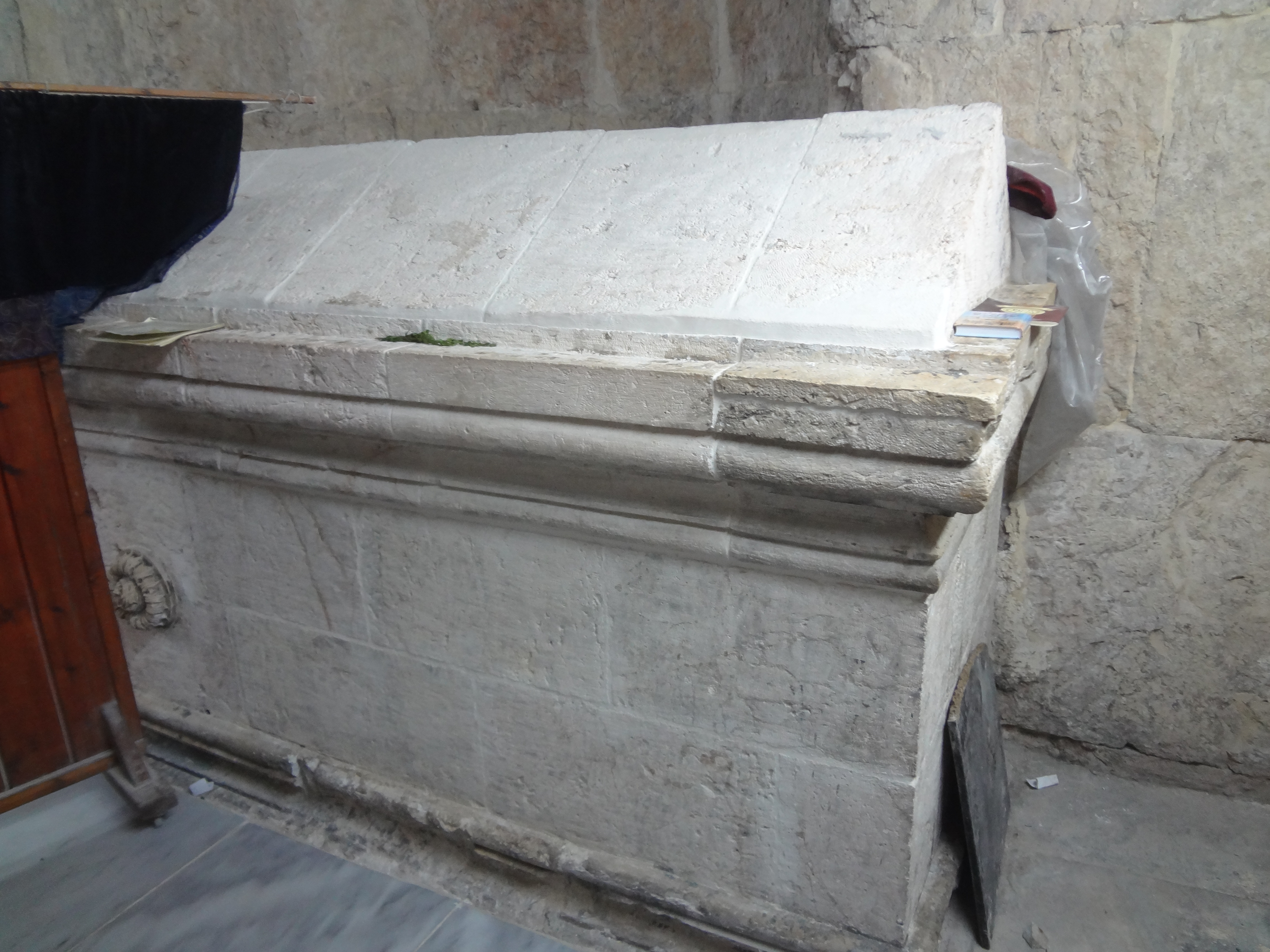
Sarkofag grobowca przypisywanego królowi Dawidowi

### Badania i wykopaliska archeologiczne
Dotychczas brak jednak rzeczowej, naukowej dyskusji na temat autentyczności Wieczernika. Pierwsze badania na terenie zabudowań na górze Syjon zostały przeprowadzone w latach 1913–14 przez archeologa Raymonda Weilla, który zidentyfikował i opisał „grobowce królów”.
W 1948 roku, podczas izraelskiej wojny o niepodległość, walki ogarnęły także wzgórze Syjon. Podczas ostrzału artyleryjskiego jeden z pocisków uszkodził budynek. Naprawę szkód powierzono izraelskiemu archeologowi Jacobowi Pinkerfieldowi, który przeprowadził wykopaliska w 1951 roku. Przy okazji przeprowadzanych prac odkrył niszę, która mieściła się za grobowcem króla Dawida. Nisza odkryta za cenotafem krzyżowców najprawdopodobniej nie należała do wcześniejszego domu modlitw, ale najprawdopodobniej był to zbiornik w zewnętrznym murze apsydy. Widoczne ślady osmalenia i uszkodzenia kamieni mogły pochodzić z pożarów które dotknęły kościół na Syjonie w 614 roku, a później w 965 roku. Zachował się wstępny raport Pinkerfielda, ale autor zginął w wyniku ataku terrorystycznego przeprowadzonego w trakcie konferencji archeologicznej, która odbywała się w Ramat Rachel w 1956 roku. Jego prace kontynuował archeolog niemieckiego pochodzenia Bargil Pixner OSB.
Około 12 centymetrów poniżej poziomu posadzki parteru Pinkerfeld odkrył warstwę odpowiadającą posadzce z czasów krzyżowców. Na kolejne znalezisko natrafił na głębokości 50 cm pod posadzką. Były to „kolorowe, ozdobne mozaiki w geometryczne wzory charakterystyczne dla wczesnego okresu rzymskiego i bizantyjskiego”. Po kolejnych 10 centymetrach odkrywek natrafił na pozostałości kamiennego bruku, które mogły być także fragmentem mozaiki. Znalezisko potwierdziło więc tezę o istnieniu w tym miejscu budowli jeszcze w późnym okresie rzymskim, czyli w II lub III wieku naszej ery. Pinkerfeld zakończył badania z błędnym przekonaniem, że zachowane fragmenty budowli należały do synagogi żydowskiej.
Późniejsi badacze, profesorowie Schwabe i Lifshitz, podjęli analizę kilku greckich graffiti odkrytych na tynku z najstarszego odkrytego okresu. Znaczenie zachowanych znaków badał biblista Emanuele Testa OFM. Jeden z odczytanych napisów brzmiał: „O Jezu, ja mogę żyć, Panie samowładny”. Z tego tekstu wypływa wniosek, że jego autorem był chrześcijanin, a tym samym istniejący w przeszłości w tym miejscu starożytny dom modlitw był używany przez wspólnotę chrześcijańską lub judeochrześcijańską, a nie żydowską.